# Trikala
För andra betydelser, se Tríkala.
Trikala (gr. Τρίκαλα) är en regiondel (perifereiakí enótita), till 2010 en prefektur, i regionen Thessalien i Grekland. Regiondelen har cirka 137 819 invånare (1991) och huvudstaden är Trikala. Den totala ytan på regiondelen är 3 367 km².
Regiondelen är indelad i fyra kommuner. Perfekturen var indelad i 26 kommuner.

- Dimos Farkadona
- Dimos Kalampaka
- Pyli
- Dimos Trikala